# Сражение при Гедизе
Сражение при Гедизе (тур.  Gediz Muharebeleri) — бой длившийся с перерывами с 26 октября по 12 ноября 1920 года у городка Гедиз ила Кютахья, в ходе Малоазийского похода греческой армии.
Несмотря на свои ограниченные масштабы (две турецкие дивизии против одной греческой дивизии сокращённого состава) отмечен в историографии как первая попытка кемалистских сил противостоять греческой армии в открытом бою как регулярная армия.
Греческая победа на поле боя способствовала переходу одного из турецких командиров, Этхем-черкеса, вместе с его отрядом, на сторону греков, и, в то же время, уход по приказу командования греческих частей из Гедиза был представлен пропагандой кемалистов как первое освобождение города в зоне занятой греческой армией.

## Предыстория
Согласно 7-й статьи Мудросского перемирия между Антантой и потерпевшей поражение Османской империей, союзники имели право на оккупацию любого города имеющего стратегическое значение.
2/15 мая 1919 года в Смирне, по мандату Антанты, высадилась I греческая дивизия. Турецкое султанское правительство было извещено и высадка предполагалась мирной.
Однако в ходе высадки, союзниками итальянцами, были спровоцированы кровавые инциденты, в которых приняли участие сторонники зарождавшегося движения кемалистов.
Историк Т. Герозисис отмечает, что высадка была произведена «с некоторыми ошибками», что дало туркам возможность оказать «какое то сопротивление», «для создания впечатлений и обеспечения политических целей»:364.
Х. Дзиндзилонис пишет, что греческая армия высадившаяся в Смирне не имела почти никакой свободы действий. О её действиях решения принимали власти Ближнего Востока, где основным критерием было удовлетворение требований и нужд внешней политики империалистических сил, в особенности англичан. Для каждого действия греческой армии было необходимо «подтверждение адмирала Калторпа (Somerset Gough-Calthorpe), или командующего союзным флотом в Смирне».
6 мая 1919 года Межсоюзнический совет, в составе президента США Вильсона, премьер-министров Великобритании Д. Ллойд Джорджа, Франции Ж. Клемансо и министра иностранных дел Италии С. Соннино, провёл экстренное совещание. Греческий премьер-министр Венизелос попросил разрешения на расширение плацдарма, с тем чтобы получить возможность для отражения турецких чет и обеспечить возвращение 300 тысяч беженцев, нашедших убежище на греческих островах после резни греческого населения во время Первой мировой войны. Разрешение было дано и греческая армия, по выражению историка Я. Капсиса была готова «освободить священные земли, после 5 веков оккупации иноземцами»:44-45.
Д. Хортон пишет что резня и разрушение греческих городов Ионии были временным разрушением цивилизации, бывшей в расцвете и непрерывном прогрессе. Он пишет, что эта цивилизация была восстановлена с приходом греческой армии, с тем чтобы погрузиться затем (1922) в полную темноту «окровавленными руками сторонников Кемаля».

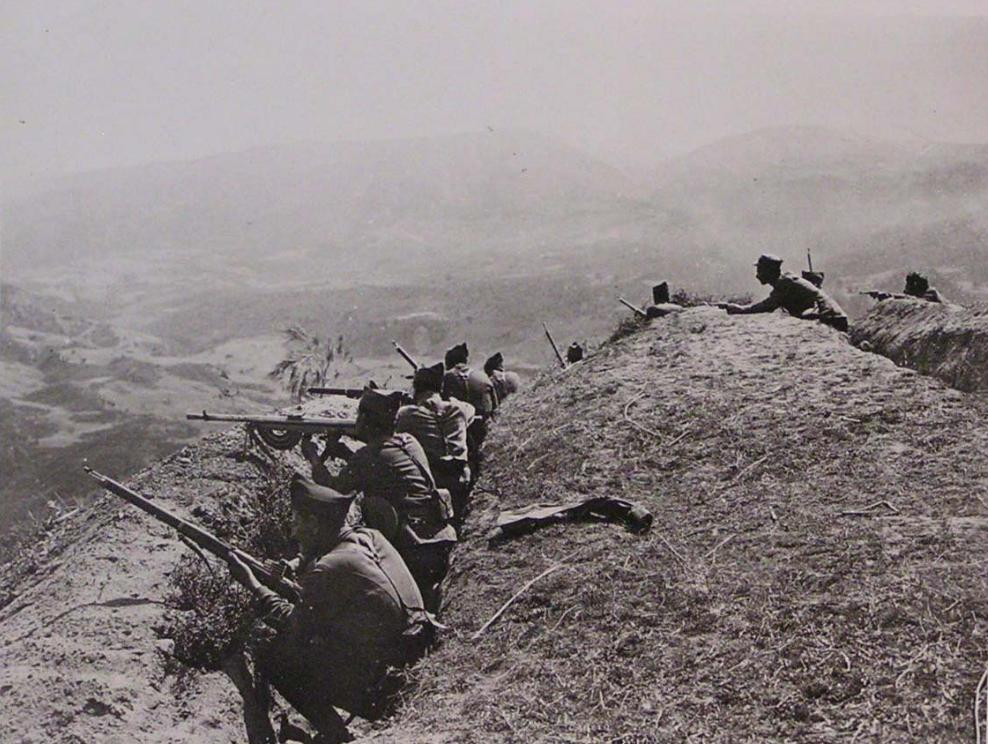
Оборонные позиции греческой армии на горе Тмолос, около города Салихлы. 1919 год.

К концу мая, c согласия союзников, греческие войска заняли весь вилайет Смирны, а с ростом налетов турецких чет на зону оккупации стали расширять её уже без согласия союзников:154.
28 июня, сформированные в итальянской зоне, турецкие четы совершили резню греческого населения в Айдыне. События в Айдыне вынудили греческое правительство срочно усилить экспедиционную армию в Малой Азии и назначить её командующим Л. Параскевопулоса. Война со стороны турок приняла характер этнических чисток. Я. Капсис, историк и бывший министр иностранных дел, пишет, что резня в Айдыне должна была лишить всяких сомнений как союзников, так и греческое руководство в том, что случится с населением Ионии, когда греческая армия уйдёт из региона.
При этом, согласно Х. Дзиндзилонису, греческая армия потеряла свой национальный характер и превратилась в экспедиционный корпус Министерства колоний Англии. Характерна телеграмма Венизелоса из Лондона командующему Параскевопулосу: «Английский военный министр уполномочил генерала Милна, если он сочтёт нужным, разрешить нашим войскам, в случае турецкой атаки, преследовать их и более трёх километров, при условии что после завершения операции, наши войска вернуться в пределы линии оккупации».

## Гедиз
Городок Гедиз (ил Кютахья), располагается у истоков одноимённой реки, которая течёт в теснине к Эгейскому морю. Греки, с древности населявшие эти земли, именую реку Эрмо́с (Ερμός), а сам городок Кадос (Κάδος), по имени древнего греческого города, чьи развалины находятся в нескольких километрах от Гедиза.
Городок имел определённое стратегическое значение. Параллельно реке шла железная дорога Смирна — Касамба. Сам городок находился на полпути единственной дороги от города Ушак к городу Кютахья.

## Севрский мир

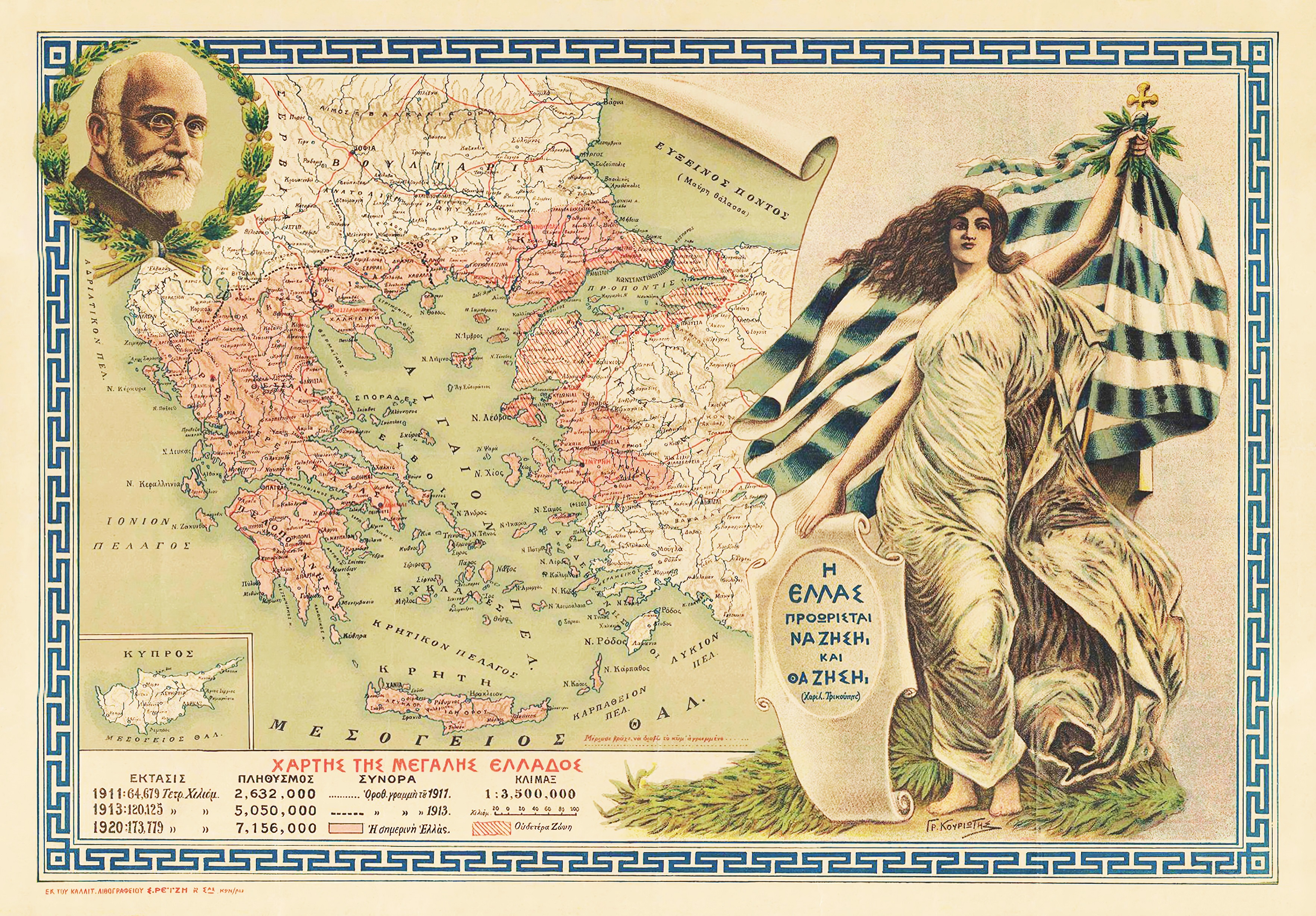
Греческий плакат, посвящённый возвращению исторических территорий Греции, согласно решениям Севрского мира. Ушак и Гедиз остались вне этих территорий.

Севрский мирный договор 10 августа 1920 года закрепил временный контроль этого небольшого региона, где согласно американской статистики проживало 375 тыс. греков и 325 мусульман, за Грецией:340. Номинально регион оставался турецким, с перспективой решения его судьбы через 5 лет, на референдуме населения:16.
Ушак и Гедиз находились за пределами греческого региона, номинально под контролем султанского правительства, в действительности под контролем кемалистов.

### Наступление в направлении Гедиза

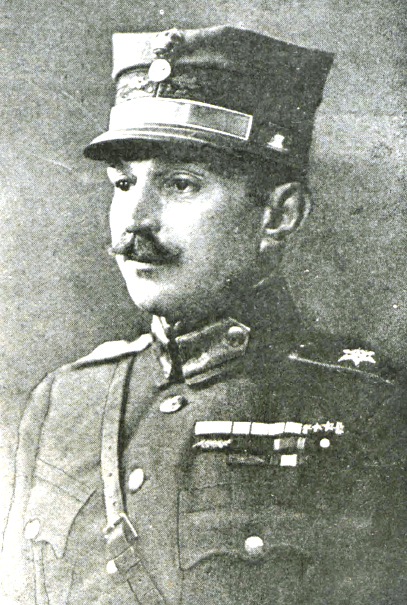
Комдив XIII греческой дивизии Манетас, Константинос.

В отличие от султанского правительства, кемалисты не признавали Севрский договор и совершали налёты на греческий регион.
Греческая армия, преследуя кемалистов, стала выступать за установленные договором границы.
16 августа греческая армия заняла Ушак.
XIII греческой дивизии полковника Константина Манетаса был дан приказ продвигаться далее, к Гедизу, с целью отсечь турецкие силы находившиеся на плоскогорье Симава.
На тот момент XIII дивизия располагала только двумя полками, третьему полку командование поручило операцию на другом участке фронта.
Дивизия без особого труда и практически без потерь продвигалась к Гедизу, разгоняя и пленя на своём пути четы кемалистов.
22 августа дивизия по приказу штаба корпуса встала на позиции Балу Кесер.
Дивизия стала окапываться и готовить линию обороны, но штаб информировал, что последует приказ отхода на зимние квартиры.
Однако до 11/24 октября, когда началась турецкая атака на сектор Гедиза, этот приказ не был получен

## Геополитическая обстановка в период боя при Гедизе
После дипломатических и военных побед Венизелос принял (25 октября/7 ноября 1920 года:23) требование оппозиции провести выборы, уверенный в своей победе. Монархистская «Народная партия» провела предвыборную кампанию под лозунгом «мы вернём наших парней домой». Получив поддержку, значительного в тот период, мусульманского населения, на выборах 30 ноября 1920 года победили монархисты. Партия Венизелоса получила 308 тысяч голосов, а монархисты 340 тысяч, из которых 100 тысяч были голоса македонских и пр. мусульман.
Победа монархистов нанесла неожиданный и страшный удар внешнеполитическим позициям Греции и стала роковым событием для греческого населения Малой Азии. Союзники предупредили, что в случае возвращения в Грецию германофила короля Константина они сразу прекратят финансовую помощь:345 и заморозят все кредиты.
Возвращение Константина освободило союзников от обязательств по отношению к Греции. У. Черчилль, в своей работе «Aftermath» (с. 387—388) писал: «Возвращение Константина расторгло все союзные связи с Грецией и аннулировало все обязательства, кроме юридических. С Венизелосом мы приняли много обязательств. Но с Константином, никаких. Действительно, когда прошло первое удивление, чувство облегчения стало явным в руководящих кругах. Не было более надобности следовать антитурецкой политике»

## Место боя при Гедизе в историографии войны

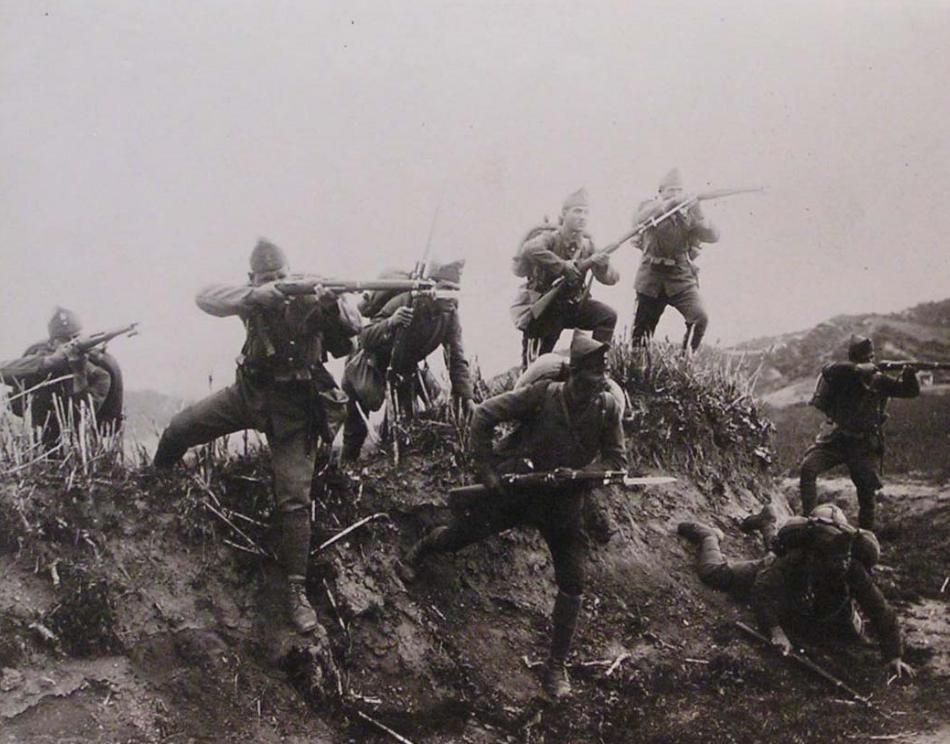
Атака греческой пехоты у реки Эрмос (Гедиз). Октябрь 1920 года.

Бой при Гедизе начался сразу после принятия Венизелосом решения о проведении выборов. В какой мере это была попытка кемалистов повлиять на выборы, усиливая пацифистские настроения уставшего от непрерывных войн греческого народа, можно только предполагать.
Турецкая историография делает акцент на том, что бой при Гедизе был проверкой возможности ведения открытого большого (не партизанского) боя против греческой армии силами двух иррегулярных (Kuva-yi Milliye) дивизий (которые однако в греческой историографии именуются первыми регулярными дивизиями кемалистов)

## Бой при Гедизе

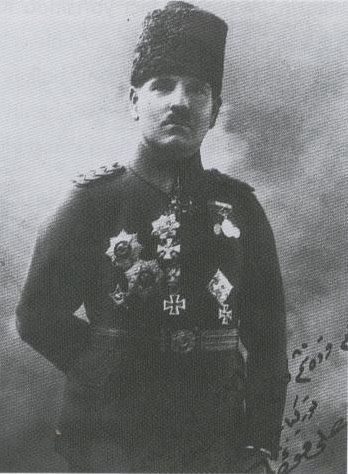
Али Фуат Паша. Командующий XX корпусом кемалистов. Непосредственный командующий турецких дивизий в бою при Гедизе.

11-я и 61-я дивизии (иррегулярные дивизии Kuva-yi Milliye в турецкой историографии, первые регулярные дивизии кемалистов согласно греческой историографии) предприняли первую попытку открытого боя против греческой армии в районе Гедиза 24 октября.
Турецкие иррегулярные и регулярные дивизии располагали 16 орудиями (бывшего) австрийского концерна «Шкода», превышающие своими техническими характеристиками, в особенности в том что касалось дальности стрельбы, орудия греческих батарей. Это означало, что греческие батареи не могли подавлять огонь турецких батарей.
Историк Д. Фотиадис подчёркивает эту техническую деталь, характерную в целом для сравнения артиллерии двух сторон, и опровергающую утверждение о слабом вооружении кемалистов в начале войны, до того как они стали получать советское и французское оружие:77.
Основная атака планировалась турками в районе высоты Доседжик Даг, где батальон греческого капитана Дзанетоса держал оборону сектора длиной в 4 км.
Турки начали артподготовку перед атакой. Греческая артиллерия не могла подавить турецкие батареи.
Капитан Дзанетос принял решение не дожидаться турецкой атаки и бросил свой батальон в штыковую атаку.
Турки были застигнуты врасплох и обратились в бегство. В одной из лощин, перед запланированной ими атакой, собрались до тысячи турок, на которых греческие солдаты, будучи в меньшинстве, обрушились с боевым кличем «аэра». Были убиты 150 турецких солдат и 15 офицеров, 28 турок были взяты в плен. Были захвачены 7 турецких пулемётов (Цифры из Греческой военной энциклопедии 1939 года).
Одновременно другой греческий батальон отбил три турецкие атаки на высоту Юнуслер и перешёл в контратаку.
Победа на поле боя осталась за греками.
При этом потери XIII греческой дивизии были сравнительно небольшими: убитыми 1 офицер и 25 солдат, раненными 5 офицеров и 67 солдат (Цифры из Греческой военной энциклопедии 1939 года).
Турки осознали что они не готовы к открытому бою, приняли решение прекратить бой и отошли для перегруппировки в направлении Кютахьи.
Однако и греческое командование не видело стратегической необходимости держаться за городок Гедиз и рисковать 4 с половиной батальонами (по 500 человек) дивизии, чьи боеприпасы иссякли.
Исходя в основном из соображений логистики, 12/25 октября XIII дивизии было приказано отойти ближе к железной дороге и занять позиции в секторе высоты Хан

## Бой за высоту Хан
После непродолжительного затишья турки решили возобновить атаки на позиции XIII дивизии 14/27 октября.
Части XIII дивизии отбивали турецкие атаки, совершая одновременно контратаки.
В одной из них, 3-й батальон 3-го полка прорвал турецкие позиции и обратил турок в бегство.
Чтобы облегчить положение XIII дивизии, греческое командование направило ей в помощь несколько частей II дивизии.
Это находит отражение в турецкой историографии, где греческие силы в бою при Гедизе оцениваются в 12,000-15,000 человек.
Городок Гедиз был занят греческими частями 21 октября/3 ноября.
До его оставления греческими частями турки не предпринимали никаких попыток выбить греческие части из Гедиза.
Из тех же соображений логистики, греческое командование дало приказ XIII дивизии отойти от Гедиза к железной дороге и занять позиции на линии Айне Хан — Ушак
(В турецкой историографии греки отошли на зимние квартиры)
В отсутствие греческой армии в Гедиз вступил отряд Этхем-черкеса, что было преподнесено военной пропагандой кемалистов как первое освобождение территорий после высадки греческой армии в мае 1919 года.

## Восстание Этхем-черкеса

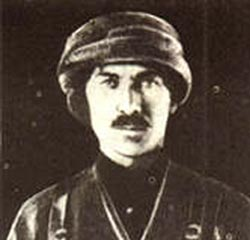
Этхем-черкес. Один из турецких командиров в бою при Гедизе. Перешёл на сторону греческой армии сразу после боя при Гедизе.

Этхем-черкес был видной фигурой движения кемалистов в его начальном периоде.
Он командовал отрядом в 700 человек, сформированным в основном бойцами из «черкесского» меньшинства.
Этхем был носителем симбиоза идей социализма и ислама, но далёк от турецкого национализма.
Его отношения с руководством кемалистов были неоднозначны и их планы в отношении роли меньшинств (даже мусульманских) в новой Турции отдаляли Этхема от кемалистов.
Будучи ветераном Первой Балканской и Первой мировой войн, Этхем не мог не признать боевое превосходство греческой армии над армией кемалистов.
Бой при Гедизе ускорил принятие им решения отмежеваться от кемалистов.
Пробыв несколько дней в Гедизе, Этхем со своим отрядом подошёл к позициям XIII дивизии и вскоре наладил контакт с командованием дивизии.
Штаб XIII дивизии приказал своему 5/42 гвардейскому полку эвзонов временно прикрыть отряд Этхема от возможной атаки кемалистских сил.
Этхем получил у греческой дивизии запрошенные им боеприпасы и отправил одного из своих братьев в Смирну для переговоров с командованием греческой экспедиционной армии.
Основной целью греческого политического руководства и военного командования было не расширение военных действий за пределы зоны, закреплённой Севрским договором за Грецией, а прекращение налётов кемалистов на греческую зону.
Намерения Этхема способствовали этой цели и естественным образом он получил греческую поддержку.
27 декабря 1920 года Этхем открыто выступил против правительства кемалистов, что в турецкой историографии получило имя «Восстание Этема» (Çerkez Ethem Ayaklanması).
Восстание Этхема продлилось до января 1921 года. Однако «черкесы» Этхема продолжали сражаться на стороне греческой армии до августа 1922 года и последовали за ней после её ухода из Малой Азии.